# Krischa Weber

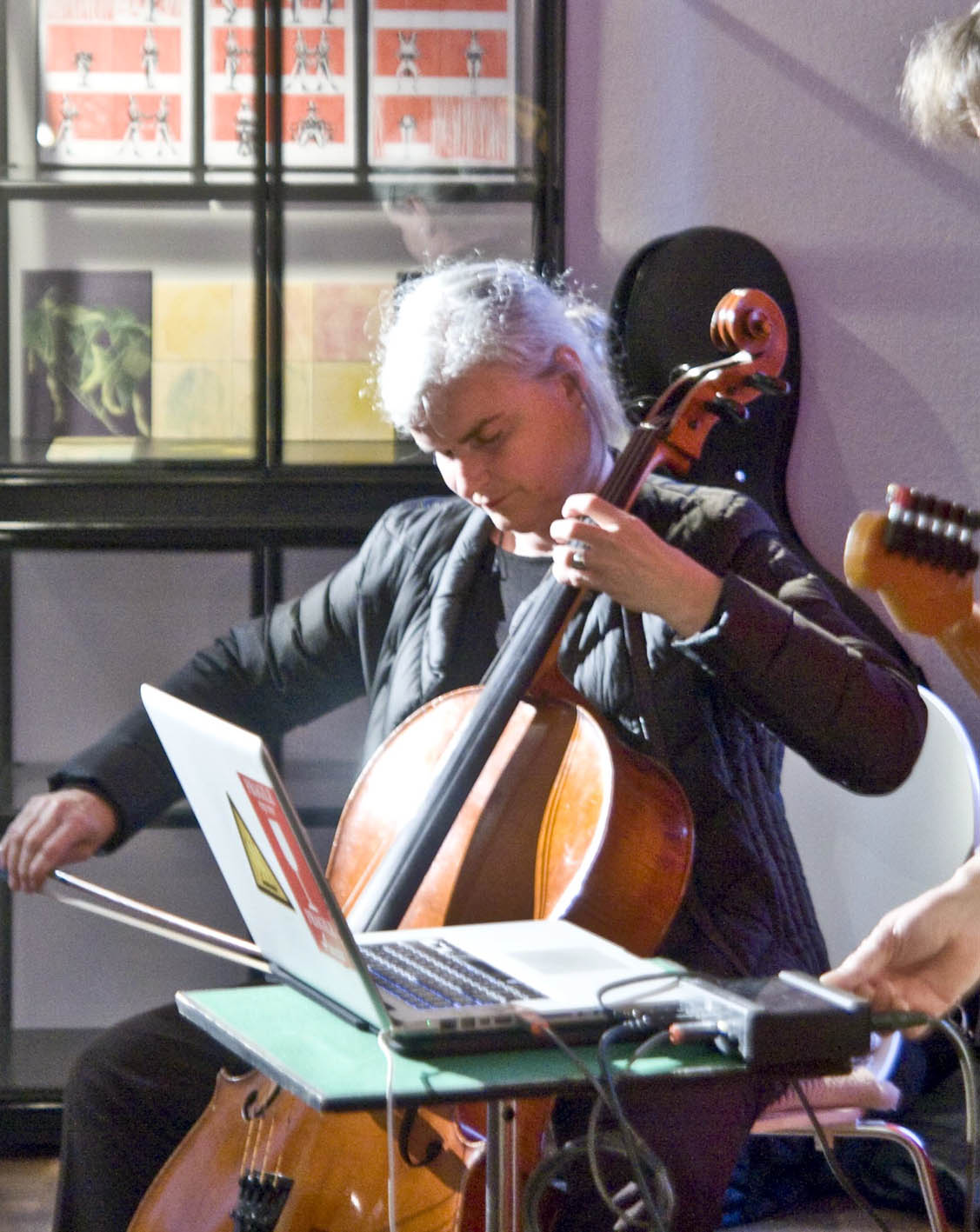
Krischa Weber

Krischa Weber (* 1961) ist eine deutsche Cellistin und Organisatorin von Kulturprojekten.

## Leben und Wirken
Krischa Weber hat eine Ausbildung in Klassik und Jazz erhalten.
Sie spielt in unterschiedlichen Ensembles wie dem Ersten Improvisierenden Streichorchester, den Duos Marie Claire (mit Mauretta Heinzelmann), Weber Wendt und Das Himmlische Vergnügen, dem Celloensemble Cello en Vogue u. a.
Seit mehreren Jahren befasst sich Krischa Weber mit den Möglichkeiten von Improvisation. Darüber hinaus entwickelt sie Musikkonzepte für verschiedene Gelegenheiten. 2002 gründete sie das „Dreckstückchen-Ensemble“, das sich auf musikalische und künstlerisch designte Fußmatten bezieht.
Krischa Weber war an der Filmmusik zu „Im Juli“ von Fatih Akin beteiligt. Sie hat die Musik auf der CD „Neben mir im Sand saß Gott und schlief“ komponiert und eingespielt. Darüber hinaus kreiert sie Konzepte für Kulturprojekte im öffentlichen Raum, u. a. das Projekt „Tun: Musikalische LandArt“ in der Hamburger Hafencity.
Neben ihrer Tätigkeit als Lehrerin gibt sie Workshops für Kinder und Erwachsene.

## Auszeichnungen
- 2001 Stipendium für MusikerInnen der Kulturbehörde Hamburg mit Duo Marie Claire
- 2011 Einladung nach OMI International Musicians Residency Hudson/NY